# سام داستور
سام داستور (انگلیسی: Sam Dastor؛ زادهٔ ۲ اکتبر ۱۹۴۱) یک بازیگر تلویزیون و فیلم اهل هند است که برای حضور در بسیاری از مجموعه‌های تلویزیونی بریتانیایی شناخته شده‌است.
وی از پارسیان هند است که در بمبئی به‌دنیا آمده‌است و در دانشگاه کمبریج، آکادمی سلطنتی هنرهای دراماتیک (اختصاری RADA) تحصیل کرد و به تئاتر ملی سلطنتی که زیرنظر لارنس الیویه بود، پیوست.
از مجموعه‌هایی که وی در آن به ایفای نقش پرداخت می‌توان به فضا: ۱۹۹۹، بله آقای وزیر و مأموران مخفی اشاره کرد.
او همچنین به عنوان راوی و صداپیشه در تعدادی از کتاب‌های صوتی و نمایش‌های رادیویی شرکت داشته‌است. او پدر نیکلاس داستورِ بازیگر است.